# Knappenrode
Knappenrode, obersorbisch Hórnikecyⓘ, ist eine der jüngsten Ortschaften in Ostsachsen, die 1913 als Arbeitersiedlung unter dem Namen Werminghoff gegründet wurde. Seit 1994 gehört der Ort nördlich des Knappensees zur Stadt Hoyerswerda.

## Geographie

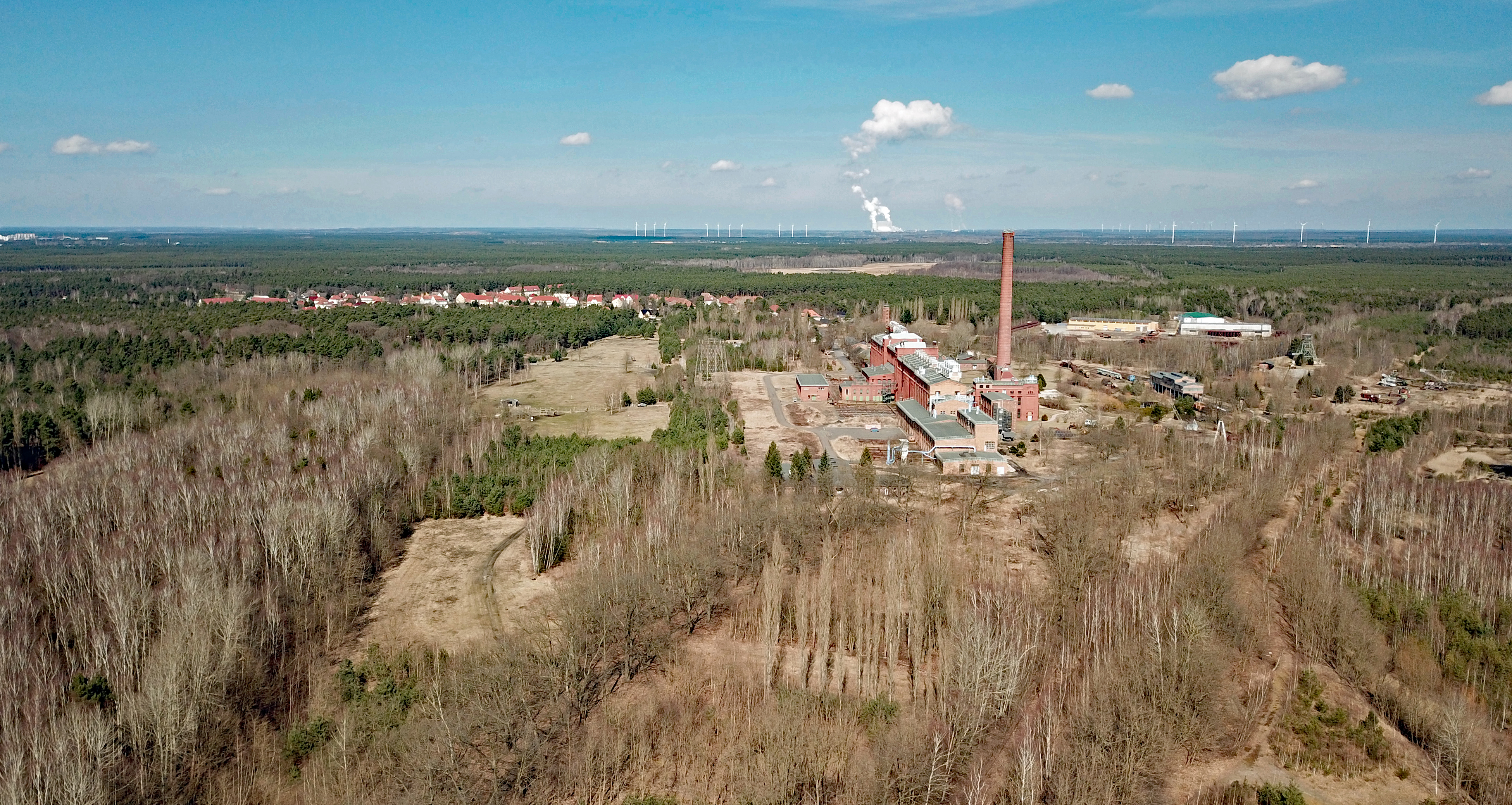
Luftbild Richtung Norden

Knappenrode liegt im nordöstlichen Teil des Landkreises Bautzen inmitten eines weitreichenden Waldgebietes im Lausitzer Braunkohlerevier. Westlich von Knappenrode verläuft die Bundesstraße 96 durch Maukendorf über Zeißig nach Hoyerswerda, dessen Stadtzentrum etwa 10 Kilometer nordwestlich von Knappenrode liegt.
Rund fünf Kilometer nördlich von Knappenrode liegt der Scheibe-See. Von ihm schließen sich halbkreisartig bis zum Süden die zur Gemeinde Lohsa gehörenden Orte Riegel, Tiegling, Weißkollm, Lohsa, Mortka und Koblenz an. Zwischen Koblenz und Knappenrode liegt leicht östlich der Graureihersee und westlich der Knappensee. An dessen gegenüberliegendem Ufer befindet sich das Pfarrdorf Groß Särchen.
Nordöstlich von Knappenrode liegt der Kreuzungspunkt der Bahnstrecken Węgliniec–Roßlau (Streckenabschnitt Hoyerswerda–Niesky) und Bautzen–Spremberg.

## Geschichte

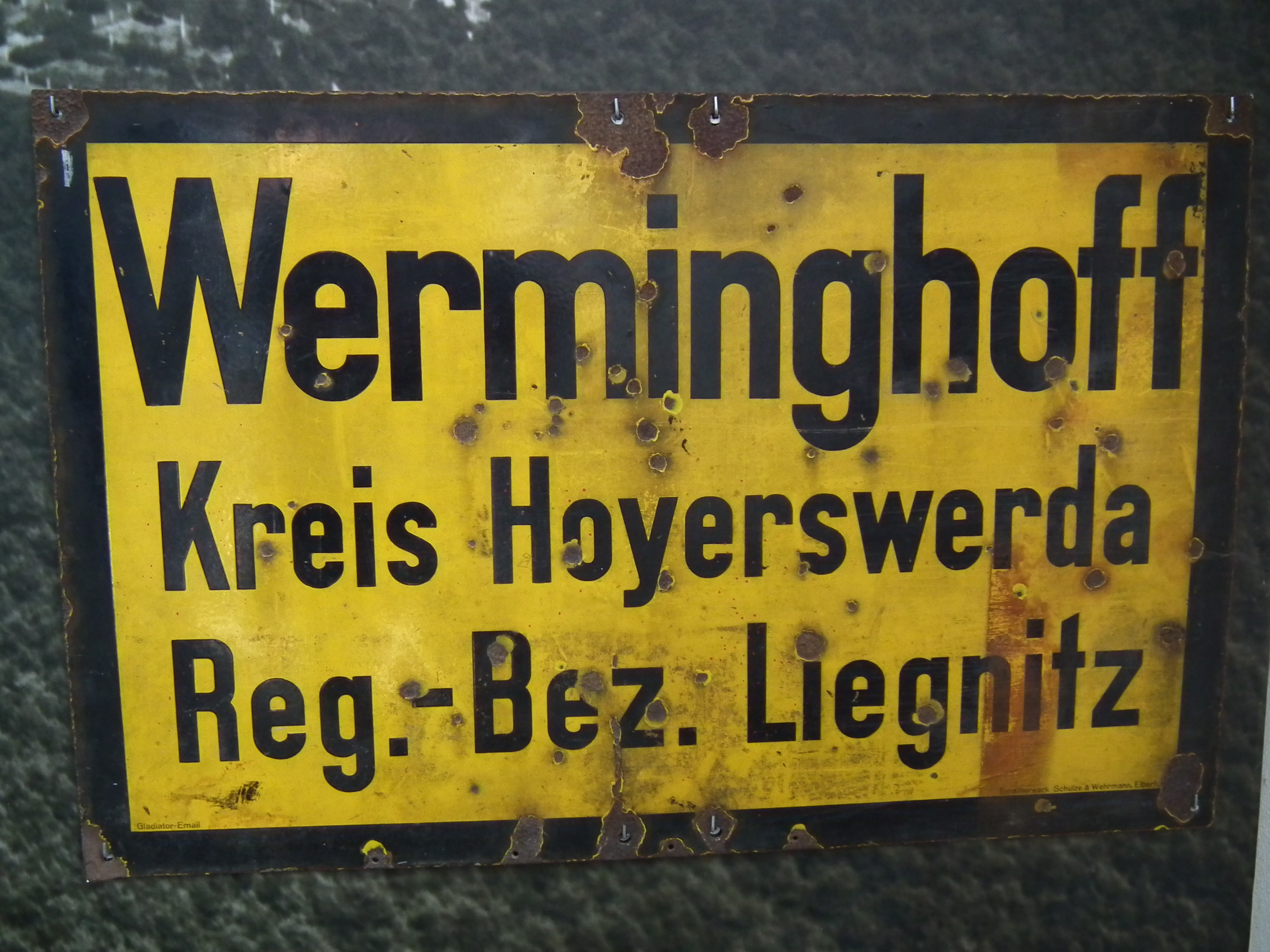
Ortseingangsschild von Werminghoff, vor 1945

Ab 1910 wurden Kohlefelder im Raum Lohsa durch die Eintracht Braunkohlenwerke und Brikettfabriken AG (kurz häufig nur als Eintracht bezeichnet) aufgekauft. Nach Rodung der entsprechenden Waldflächen begann der Grubenaufschluss bereits 1913. Im gleichen Jahr wurde damit begonnen, eine Brikettfabrik, einen Bahnhof und eine Arbeitersiedlung für diesen Tagebau zu bauen. Grube, Brikettfabrik, Bahnhof und Siedlung erhielten den Namen Werminghoff, benannt nach Joseph Werminghoff, dem Generaldirektor der Eintracht.

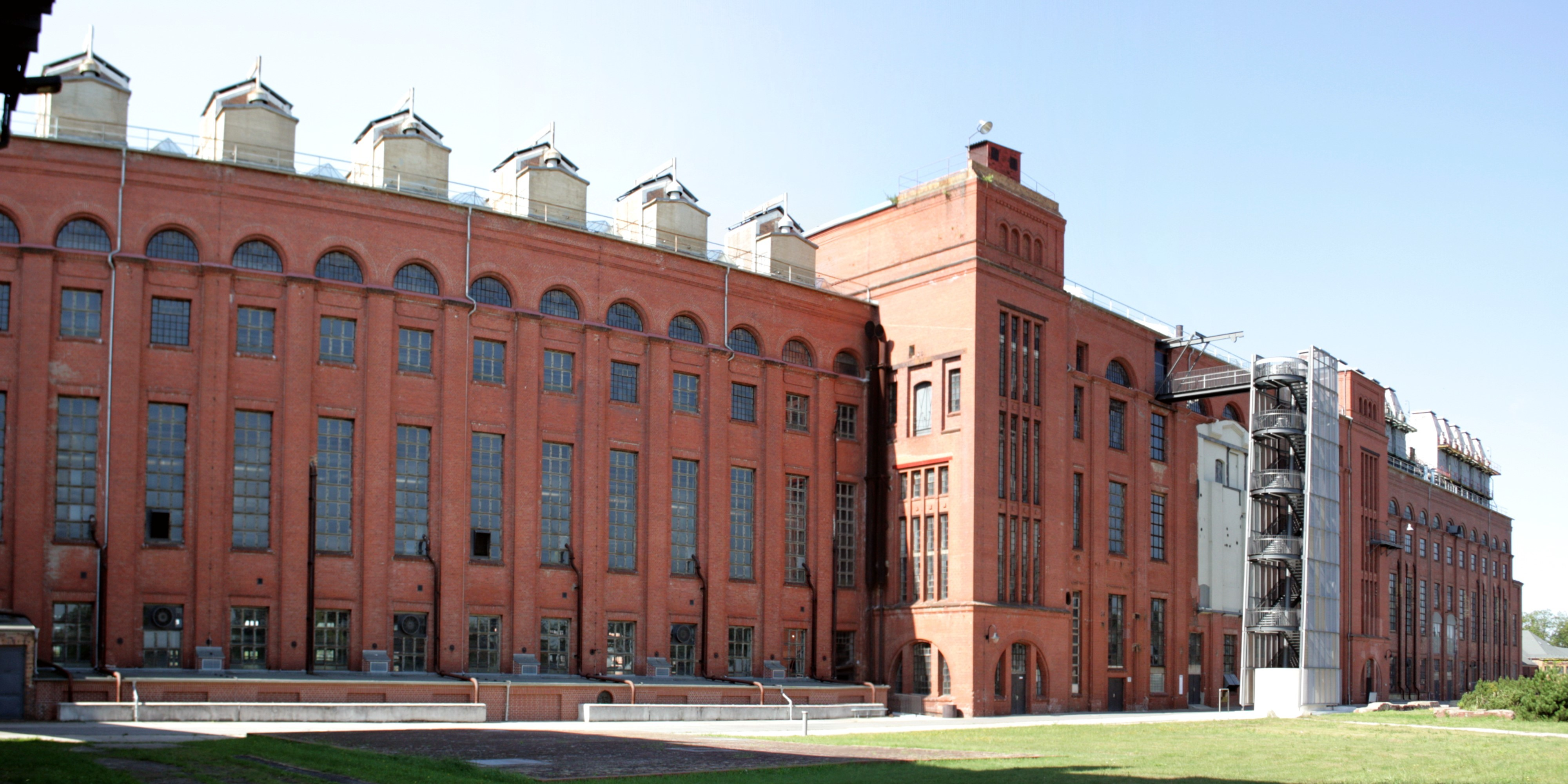
Die denkmalgeschützte Brikettfabrik beherbergt seit 1994 das Museum Energiefabrik Knappenrode.

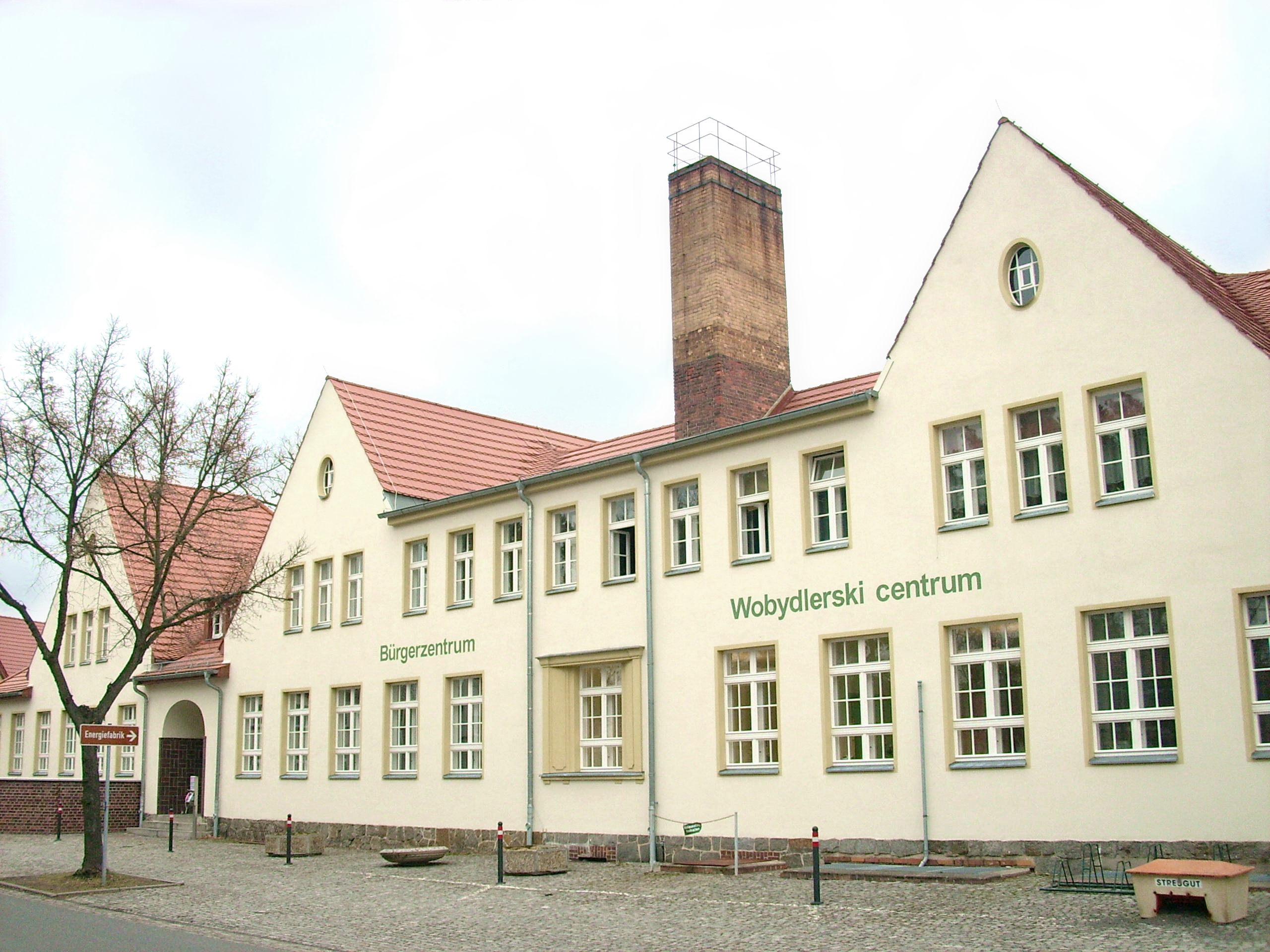
Im 1917 eröffneten Schulgebäude befindet sich heute ein Bürgerzentrum.

Der Kreisausschuss Hoyerswerda hatte die Auflage erteilt, Einrichtungen zur Sicherung des kommunalen Lebens aufzubauen. Die Schule wurde 1917 eröffnet, 1919 gründete sich die Freiwillige Feuerwehr Knappenrode.
Zum 1. Januar 1922 wurde Werminghoff auf Verfügung des Liegnitzer Regierungspräsidenten eine Landgemeinde.
Im Zweiten Weltkrieg wurde am 30. August 1942 die Förderbrücke der Grube durch Feindflug bombardiert, jedoch nicht beschädigt. Ab 1943 wurden ausgebombte Familien aus dem Westen und aus Berlin aufgenommen, 1944/1945 folgten Flüchtlinge aus Schlesien.
Schon am Mittag des 16. Aprils 1945, dem Tag des Oder-Neiße-Übertritts der Roten Armee, wurde für Werminghoff der Räumungsbefehl gegeben. Zu Fuß, mit Wagen oder der Bahn ging es über Bernsdorf in Richtung Dippoldiswalde. Am 17. April wurde im Werk die Produktion eingestellt. Die kampflose Einnahme Werminghoffs durch die 5. Sowjetische Gardearmee und die 2. Polnische Armee erfolgte am 22. April. Einen Monat später wurde am 22. Mai die Arbeit in der Fabrik wieder aufgenommen.
Nach dem Ende des Zweiten Weltkriegs wurde der in Deutschland verbliebene westliche Teil der Provinz Niederschlesien dem Land Sachsen zugeordnet. Am 27. Januar 1950 wurde der Name der Gemeinde Werminghoff in Knappenrode geändert. Durch die Verwaltungsreform von 1952 kam Knappenrode im verkleinerten Kreis Hoyerswerda an den Bezirk Cottbus, der sich innerhalb der DDR zum Energiebezirk entwickeln sollte.
Die 1945 geflutete Grube Werminghoff wurde Anfang der 1950er Jahre an der Westseite um einen Damm erweitert, wodurch der Knappensee entstand. Dieser wurde am 8. Januar 1959 zum Landschaftsschutzgebiet erklärt.
Nach der Wende wurde die Brikettfabrik am 25. Februar 1993 stillgelegt. Aus ihr ging das Lausitzer Bergbaumuseum Knappenrode (inzwischen Energiefabrik Knappenrode) hervor. Durch Renaturierung weiterer früherer Tagebauflächen entstand bis 2005 der Graureihersee.
Zum 1. Januar 1994 wurde Knappenrode nach Hoyerswerda eingemeindet.

### Bevölkerungsentwicklung
| Jahr | Einwohner |
| ---- | --------- |
| 1925 | 1243      |
| 1939 | 1046      |
| 1946 | 1249      |
| 1950 | 1330      |
| 1964 | 1502      |
| 1990 | 1043      |
| 1993 | 1000      |
| 2008 | 746       |
| 2011 | 739       |
| 2013 | 713       |

Bereits 12 Jahre nach der Ortsgründung zählte Knappenrode über 1200 Einwohner. Deren Zahl sank bis zum Zweiten Weltkrieg auf etwa 1000, stieg gegen Kriegsende durch Flüchtlinge wieder auf über 1200 an. Bereits 1948 zählte die Gemeinde 1410 Einwohner, darunter 409 Umsiedler aus den ehemaligen deutschen Ostgebieten. Den Bevölkerungshöchststand hatte Knappenrode in den Jahren 1957/1958 mit 1776 Einwohnern erreicht. Danach sank die Einwohnerzahl allmählich, so dass 1964 noch rund 1500 und 1993 noch 1000 Einwohner gezählt wurden.
Nach der Eingemeindung sank die Bevölkerung weiter, so dass zum Jahresende 2013 noch etwas über 700 Einwohner gezählt wurden.

### Ortsname
Der Name Werminghoff war durch seine Ableitung vom Namen eines kapitalistischen Großindustriellen (Joseph Werminghoff) nicht mit der politischen Haltung in den frühen Jahren der DDR vereinbar, so dass er 1950 in Knappenrode geändert wurde. Der neue Name weist auf die Entstehungsgeschichte der Siedlung hin, für den Bergbau (vertreten durch den Knappen) wurde der vorher bestehende Wald gerodet, somit -rode. Der sorbische Name Hórnikecy ist vom sorbischen Wort hórnik ‘Bergmann’ abgeleitet.

## Sehenswürdigkeiten

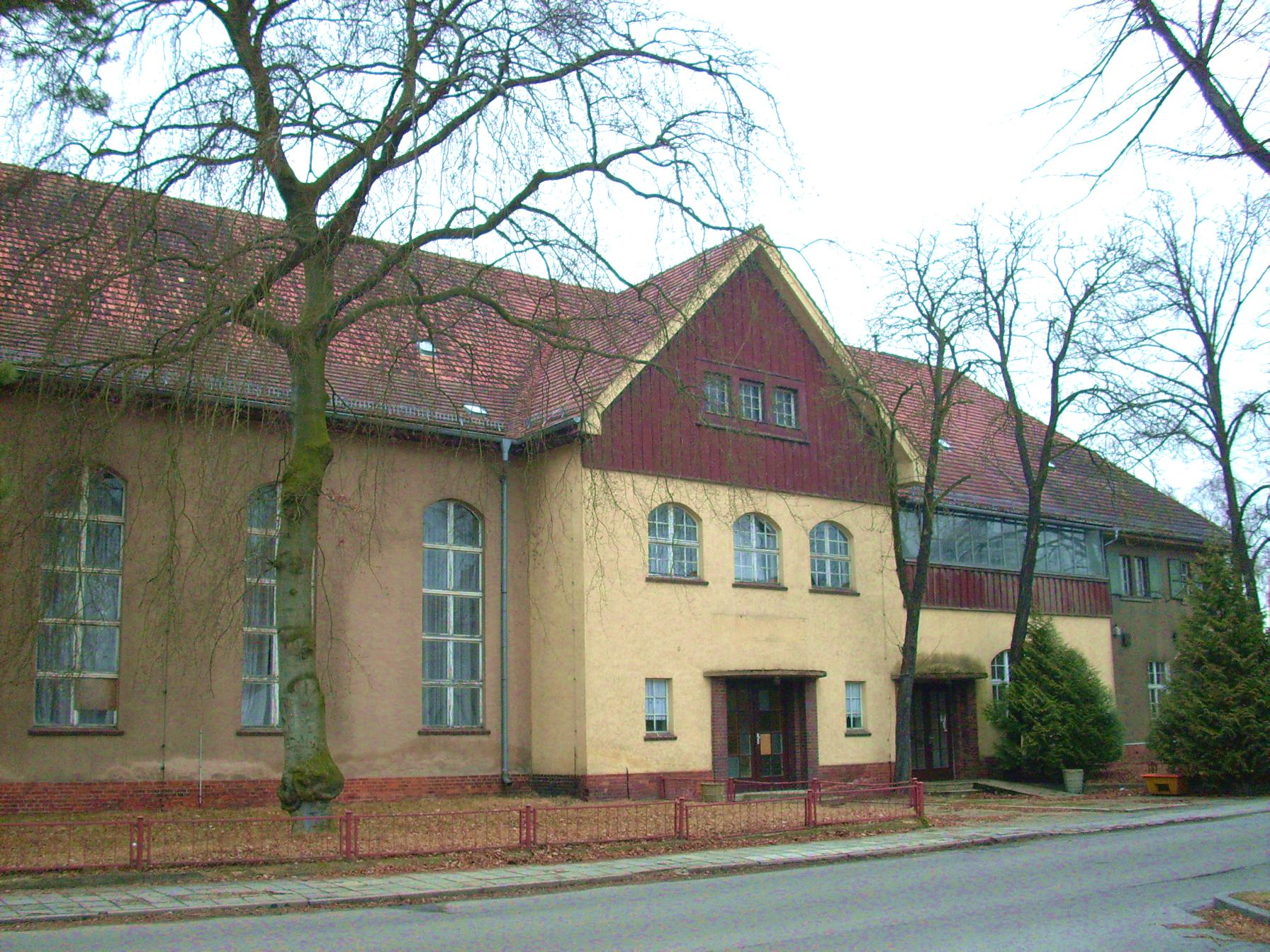
Die 1915 erbaute Gaststätte wurde 1950 um einen Saal erweitert und fungierte ab 1951 als Kulturhaus.

Aus der Zeit der Ortsgründung und des Wachstums sind verschiedene Gebäude als Kulturdenkmale ausgewiesen, darunter die Brikettfabrik, das Schulgebäude und die frühere Gaststätte.
In der Energiefabrik Knappenrode werden Ausstellungsstücke zur Bergbaugeschichte des Lausitzer Braunkohlereviers gezeigt.